# Windows 95

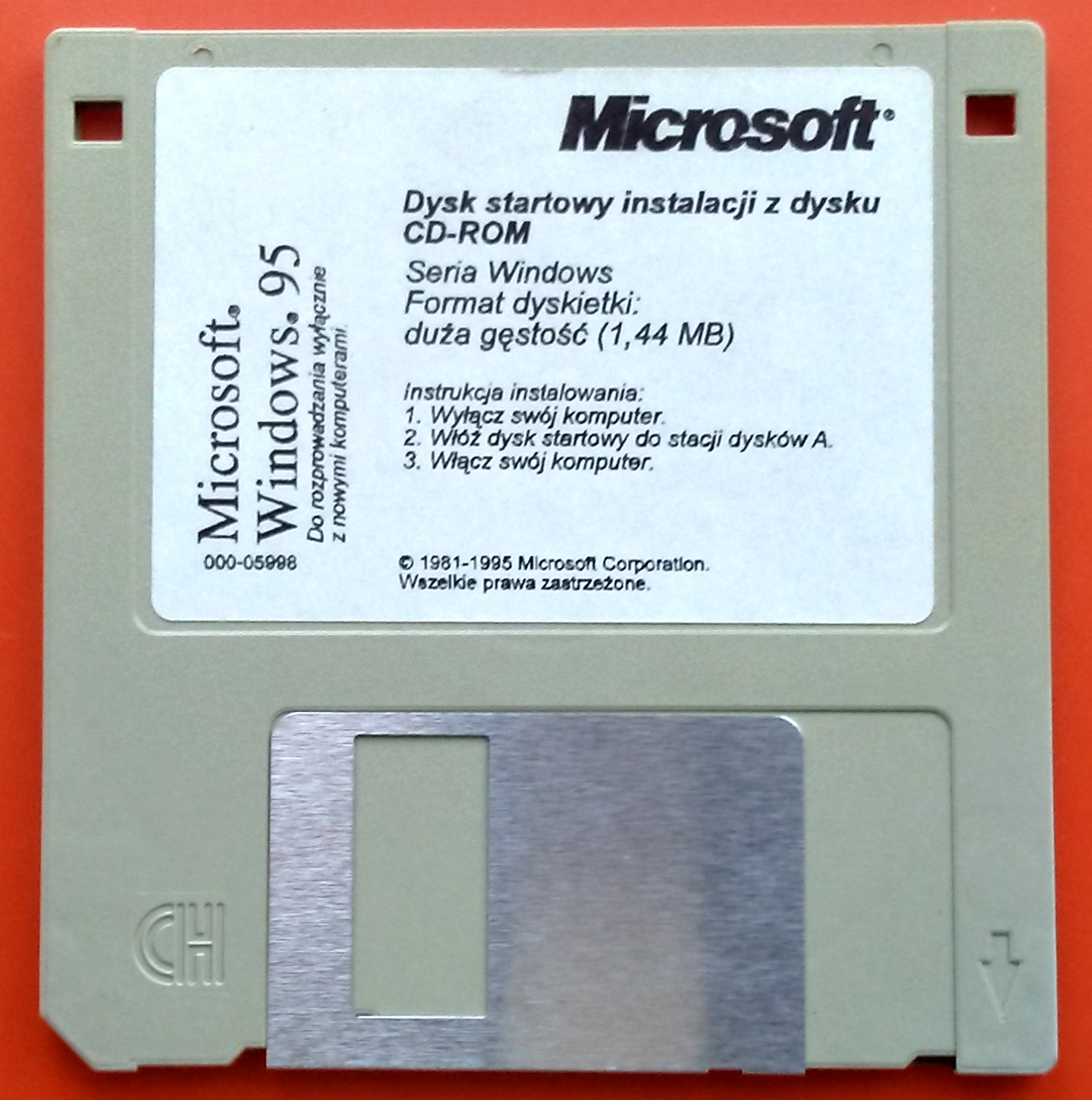
Dyskietka instalacyjna na rynek polski z 1995 roku

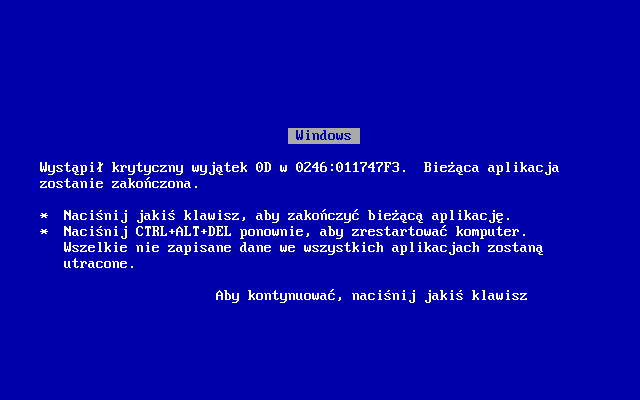
BSoD w Windows 95

Windows 95 (nazwa kodowa Chicago) – system operacyjny zorientowany na konsumenta, opracowany przez firmę Microsoft jako część rodziny systemów operacyjnych Windows 9x. Pierwszy system operacyjny z rodziny 9x, jest następcą Windows 3.1x i został wypuszczony do produkcji 15 sierpnia 1995 r., a do sprzedaży detalicznej 24 sierpnia 1995 r. Windows 95 połączył poprzednio oddzielne produkty MS-DOS i Microsoft Windows i zawierał znaczące ulepszenia w stosunku do swojego poprzednika, przede wszystkim w graficznym interfejsie użytkownika (GUI) i uproszczonych funkcjach „plug-and-play”. Wprowadzono również poważne zmiany w podstawowych komponentach systemu operacyjnego, takie jak przejście z 16-bitowej architektury wielozadaniowej na 32-bitową architekturę wielozadaniową z wywłaszczaniem, przynajmniej w przypadku uruchamiania 32-bitowych aplikacji w trybie chronionym.
W połączeniu z obszerną kampanią marketingową, Windows 95 wprowadził liczne funkcje, które były dostępne w późniejszych wersjach systemu Windows, takie jak pasek zadań, przycisk „Start” i sposoby nawigacji użytkownika.
Trzy lata po wprowadzeniu systemu Windows 95 zastąpił go system Windows 98. 31 grudnia 2001 r. Microsoft zakończył rozszerzoną obsługę systemu Windows 95.

## Nowości

### Interfejs
W systemie Windows 95 pojawiło się kilka elementów interfejsu, które stały się charakterystyczne dla Windows do dzisiaj, m.in. przycisk Start, pasek zadań i ikona Mój komputer.

### Internet Explorer
Od wersji OSR1 Windows 95 był dostarczany z możliwością odinstalowania przeglądarki internetowej Internet Explorer. Do wersji OSR 2.5 na oddzielnym nośniku dołączano Internet Explorer 4.0, który dawał możliwość integracji przeglądarki z systemem. Automatyczna instalacja przeglądarki razem z systemem w domyślnej konfiguracji stała się przyczyną do wytoczenia przeciw Microsoftowi procesu antymonopolowego.

### Plug and Play
Wprowadzono mechanizm instalowania sprzętu: system sam wykrywa podłączone urządzenie i instaluje odpowiednie sterowniki lub prosi o nie użytkownika w przypadku gdy własne sterowniki nie są odpowiednie dla danego urządzenia bądź gdy system ich nie posiada.

### Inne
- 32-bitowe API
- wielozadaniowość z wywłaszczaniem
- wielowątkowość
- rejestr systemowy przejmuje rolę plików INI
- obsługa długich nazw plików za pomocą VFAT
- nowy system plików FAT32 w wersji Windows 95 OSR 2.x

## Interfejs

### Menu Start
Menedżer programów został zastąpiony przez przycisk z napisem „Start”.

## Edycje
| Wydanie                 | Nazwa kodowa | Numer wersji               | Rok wydania | IE  | USB | FAT32 | DMA |
| ----------------------- | ------------ | -------------------------- | ----------- | --- | --- | ----- | --- |
| Windows 95 Retail       | Chicago      | 4.00.950                   | 1995        | –   | Nie | Nie   | Nie |
| Windows 95 Retail SP1   | N/A          | 4.00.950a                  | 1996        | 2.0 | Nie | Nie   | Nie |
| OEM Service Release 1   | N/A          | 4.00.950A                  | 1996        | 2.0 | Nie | Nie   | Nie |
| OEM Service Release 2   | Detroit      | 4.00.950B (4.00.1111)      | 1996        | 3.0 | Nie | Tak   | Tak |
| OEM Service Release 2.1 | N/A          | 4.00.950B (4.03.1212-1214) | 1997        | 3.0 | Tak | Tak   | Tak |
| OEM Service Release 2.5 | N/A          | 4.00.950C (4.03.1214)      | 1997        | 4.0 | Tak | Tak   | Tak |

## Wymagania systemowe
| Minimalne                                      | Zalecane                                                 |
| ---------------------------------------------- | -------------------------------------------------------- |
| Procesor Intel 80386DX 16 MHz                  | Procesor Intel Pentium 60MHz lub 80486DX4 100MHz         |
| 4 MB pamięci RAM (8 MB przy OSR2 i późniejsze) | 8 MB pamięci RAM (16 MB przy OSR2 i późniejsze)          |
| 50–55 MB wolnego miejsca na dysku              |                                                          |
| VGA (640x480), 16 kolorów                      | Super VGA (800x600), 256 kolorów                         |
| Stacja dyskietek 3½" o wysokiej gęstości       | Stacja dyskietek i napęd CD-ROM                          |
| Klawiatura                                     | Klawiatura oraz urządzenie wskazujące (np. mysz lub pad) |

## Zakończenie wsparcia technicznego
31 grudnia 2001 firma Microsoft zakończyła udzielanie wsparcia technicznego dla tej wersji systemu operacyjnego.

## Odbiór
Windows 95 był promowany poprzez kampanię marketingową Microsoftu.
Podczas premiery Windows 95 zespół The Rolling Stones zagrał utwór „Start Me Up”. W dniu premiery systemu w Wielkiej Brytanii gazeta The Times była rozdawana za darmo – Microsoft zapłacił wydawcy za wszystkie egzemplarze. W rezultacie prowadzonej kampanii Windows 95 wyparł z rynku OS/2 oraz konkurencyjne wersje DOS.
W wersji OSR2.x wprowadzono poprawki techniczne, między innymi ulepszono obsługę sprzętu i dodano obsługę nowego systemu plików (FAT32), co zyskało uznanie również nastawionych dotąd sceptycznie użytkowników.

## Następcy
Następcą systemu Windows 95 jest Windows 98. W 1996 roku planowano wydanie Windowsa 96, jednak zaniechano tej edycji, a jego możliwości zostały przeniesione do ostatniej wersji Windowsa 95. Ówcześnie Windows 95 OSR2.x był też potocznie nazywany systemem Windows 97.